# 自助團體
自助團體（Self-Help Groups）主要是一些擁有問題以及共同心理需求的人自行組成以達成特定目標而運作的小團體。這個小團體中，成員共享類似的問題及目標，在沒擁有專業人員的帶領下，組員彼此互相幫忙，如戒酒匿名團體、退役軍人互助會、離婚婦女所組的協會等，都是典型自助團體的實例。